# 劉松山
劉 松山（りゅう しょうざん、Liú Sōngshān、1833年 - 1870年）は、清末の軍人。字は寿卿。湖南省湘郷県出身。
湘軍に入り、王錱の部に属した。永州・郴州・株洲で天地会の蜂起を鎮圧し、千総に任命された。1857年より、太平天国軍と戦って江西省から安徽省を転戦し、祁門の防衛や景徳鎮の攻略や寧国の防衛に活躍し、守備・都司・参将と昇進し、曽国藩配下の猛将としてその名を轟かせた。
1865年、総兵となり、捻軍の鎮圧にあたった。河南省で捻軍を破ったが、張宗禹率いる西捻軍が陝西省に転進して回民蜂起軍と合流すると、西へ追撃を開始した。1867年、広東陸路提督に就任。西捻軍と回民軍が西安を包囲していたが、救援に駆けつけて包囲を解いた。その後、西捻軍が北京に向かうのを追撃して、河南省・直隷省で激戦を繰り広げた。
張宗禹が水死し捻軍が平定されると、再び陝西省に戻り陝甘総督左宗棠のもとで回民蜂起の鎮圧にあたることになった。綏徳周辺を鎮圧した後、甘粛省に入って霊州を陥落させた。そして馬化龍の拠る金積堡を包囲したが、砲弾にあたり戦死した。
死後、太子少保と忠壮の諡号が贈られた。その後、部衆は甥の劉錦棠が引き継いだ。